# Kundi
Kundi a leggyakoribb elnevezése egy közép-afrikai hárfaféleségnek, mely a Kongó-medence északi részén élő zande, nzakara, banda, mangbetu népekhez köthető. A kundi az ívhárfák közé tartozik, öt húrja van, gyakran figurális, antropomorf díszítésű. Férfiak használták énekeik kíséretére, zenéje mára jórészt feledésbe merült. A világ sok köz- és magángyűjteményében fellelhető, művészi kivitelű  Mangbetu hárfák ilyen fajta hangszerek. 

## Leírása
A kundi nyitott hárfa, ívhárfa, az afrikai hárfák Wachsmann-féle tipológiája szerint a második csoportba, a csapolt nyakú típusba tartozik. Kétféle méretben fordul elő, egy kisebb, 40–45 cm-es és egy 60–75 cm-es teljes hosszúságú változatban.
A kundi teste fából van teknőszerűen kivájva, körvonala lehet ovális vagy karcsú, homokóraszerű. A test nyitott részét kifeszített pergamenszerű bőrhártya fedi, ami úgy van összevarrva más bőrökkel, hogy ezek végül az egész hangszertestet beborítják. A test egyik végpontján egy furattal ellátott nyúlvány, mint palack nyaka a dugót, fogadja magába a hangolókulcsokkal felszerelt hárfanyak alsó végét. A nyak lehet teljes hosszában finom ívben hajlított formájú, vagy a beillesztés helye után élesen, könyökszerűen görbülő, majd a tetőlapra szinte merőleges irányban egyenesen folytatódó. A sok esetben merész ívben hajló nyakat nagyon kemény fa elágazó, villás áganyagából faragják ki, hogy rostszerkezete megfeleljen formájának, így kellő stabilitást biztosítson. A nyak végpontján gyakran emberi fejet ábrázoló faragvány foglal helyet. 
A test nyitott részére ráfeszülő, rezonánsként szolgáló bőrhártya felületén aszimmetrikusan, átlós módon elrendezve két kerek hanglyuk van. A rezonáns hossztengelyében a bőr alatt egy húrtartóként szolgáló, a húrok helyének megfelelő furatokkal ellátott farúd fut végig, erre vannak rögzítve a húrok, melyek a bőrön lévő kis lyukakon át indulnak a nyakon elhelyezett hangolókulcsok irányába. Az öt húr hagyományosan zsiráf farokszőréből, illetve idegekből készült, a 20. század közepe óta boltban kapható nylon horgászzsineget használnak. 
A tetőlapon látható két kerek hanglyuk nem csak akusztikai célt szolgál: a húrokat ezek segítségével lehet a helyükre szerelni. Ez úgy történik, hogy a tetőlap illetve a húrtartó kis lyukain a húrokat kívülről átdugják, a végüket a kerek nyíláson át kihalásszák, a rögzítés biztosítására apró fadarabot kötnek rájuk, majd visszahúzzák. Ezután rögzítik a nyakon a hangolókulcsokhoz, amiken kis hasítékok vannak e célra.

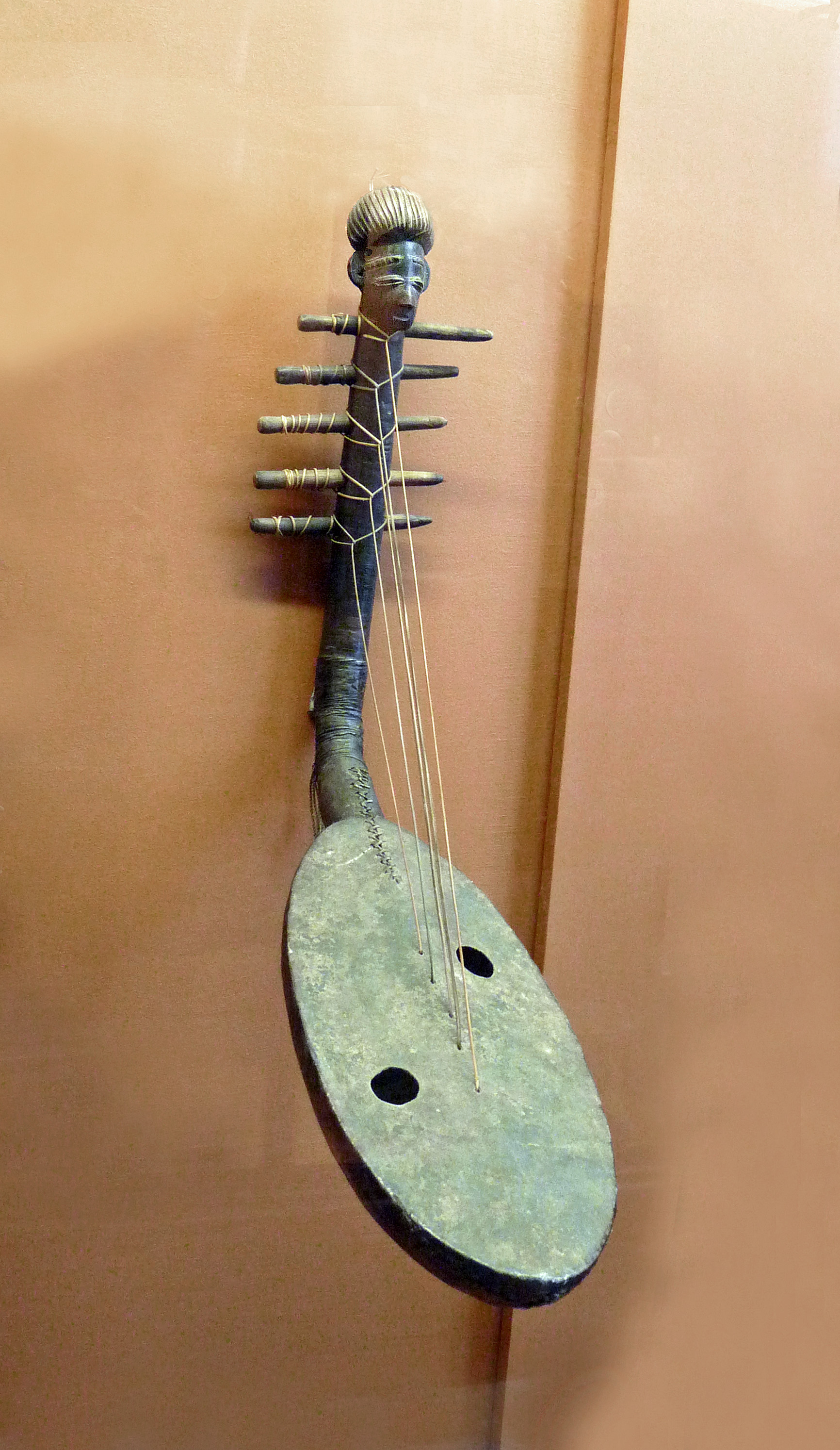
Zande hárfa, ovális típus
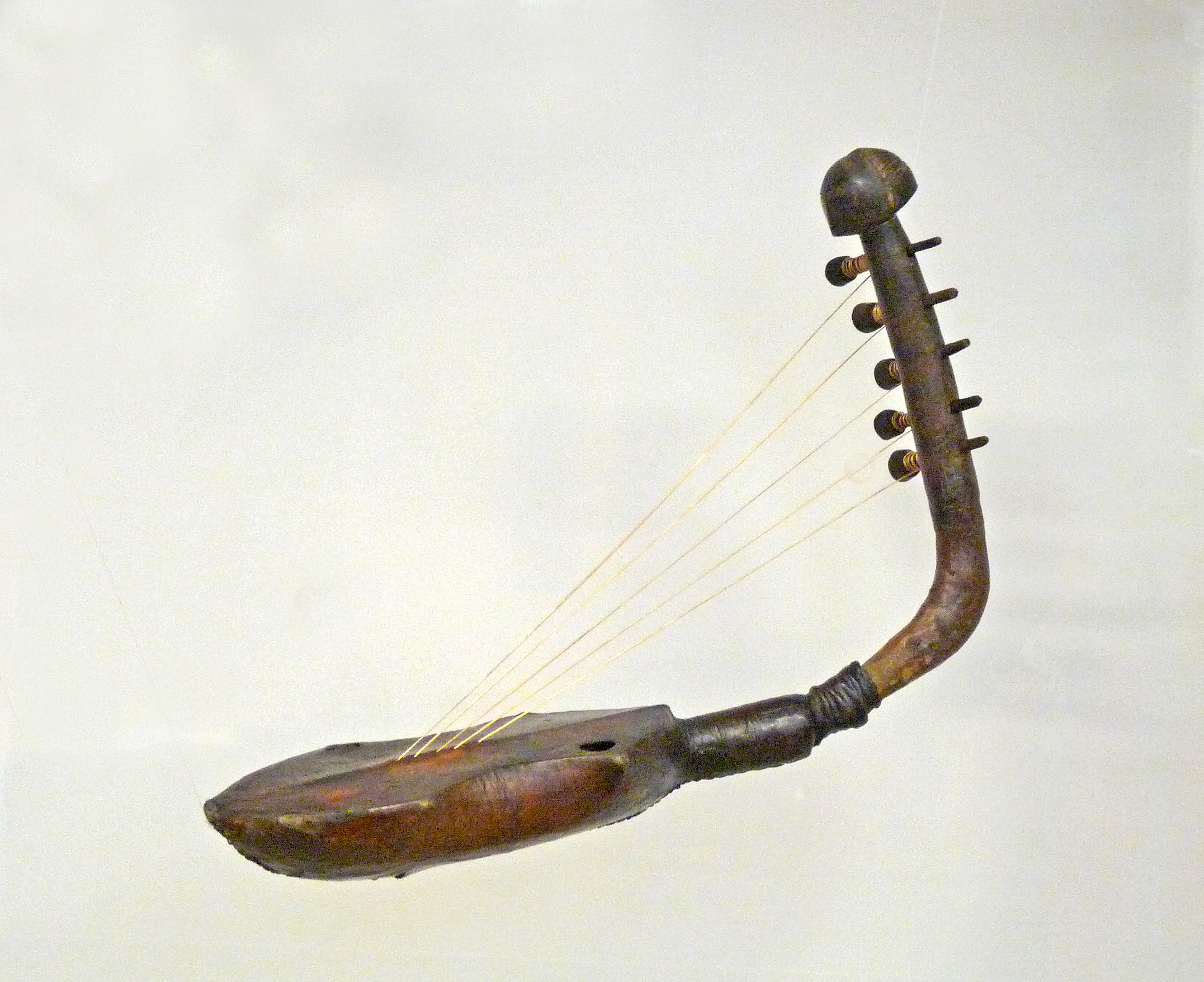
Zande hárfa, karcsú típus
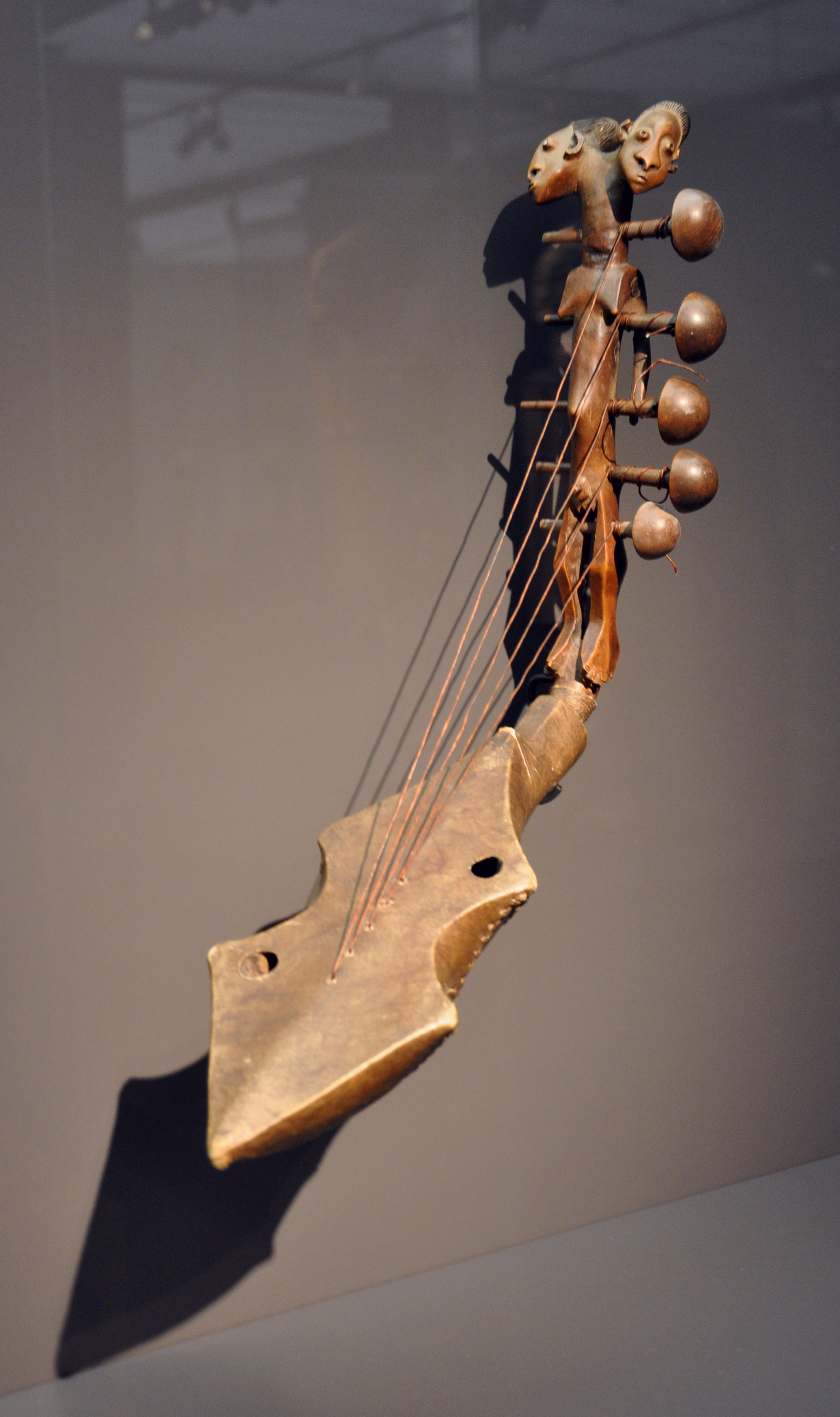
Mangbetu hárfa antropomorf díszítéssel

## Használata
Georg Schweinfurth 1868–1871-es, majd mások Afrika szívébe tett utazásai óta a Zandék – a „nyam-nyamok” – és a velük kapcsolatban álló népek az európai kutatók szemében gyönyörűen megmunkált hárfáikról, kifinomult hárfajátékukról lettek híresek. A műgyűjtőket azóta is bámulatba ejti egyes hangszerek antropomorf, emberi fejet mintázó díszítése.

„Kedvenc hangszerük egyaránt kapcsolható a hárfához és a mandolinhoz. Az előbbihez húrjainak elrendezése miatt, az utóbbihoz testének formája okán. Rezgőlapjának, az akusztika törvényeinek precízen megfelelve, két nyílása van. A húrok, melyeket hangolószögek feszítenek erősen, néha növényi rostokból, máskor a zsiráf farokszőreiből készülnek. Ami az ezeken a mandolinokon játszott zenét illeti, nagyon monoton; nehéz felfedezni benne a legkisebb hasonlóságot is valamiféle dallammal. Ez soha nem több, mint egy panaszos (sőt nyafogó), kifejezetten nazális hangszínen előadott recitáláshoz játszott kíséret. Sokszor láttam barátokat, akik karöltve zenéltek így, fejükkel verve a taktust, mély extázisba kergetve egymást.”

– Georg August Schweinfurth, 1874.

A kundi típusú hárfák a Közép-afrikai Köztársaság délkeleti, a Kongói Demokratikus Köztársaság északkeleti, Dél-Szudán délnyugati területein találhatók meg, főként az Uele folyó partvidékén. Használói a zande, nzakara, banda, mangbetu népcsoportok.

### Tartásmód
A kundi típusú hárfákat kétféle tartással, függőleges illetve vízszintes hárfaként is használják. Függőleges helyzet esetén a hárfa nyaka van az ülő zenész törzsénél, a hangszertest az ölében vagy a lábai között. Ez a tartásmód hasonlít leginkább a nyugati hárfajátékhoz, ujjtechnika szempontjából ekkor a magasabb hangok vannak a hüvelykujj irányában. A vízszintes helyzet ennek fordítottja, a hárfanyak szembenéz a zenésszel, a hüvelykujj irányában a mély hangok vannak. A vízszintes játékmódot például a kisebb méretű „sétáló hárfa” esetén alkalmazzák. A feltehetően hagyományosabb függőleges tartásmód esetén a jobb kéz három, a bal kéz két ujjal penget. Vízszintes tartásmód esetén a jobb kéz kettő, a bal kéz egy ujjat használ.

### Hangolás
A kundi hangolása – a zande zenében megszokott módon – pentatonikus. Az 1960-as években Gerhard Kubik zenetudós-néprajzkutató egy kihalóban lévő, sajátos ötfokú hangsort jegyzett fel, mely nagyjából így szolmizálható ereszkedő sorban: szó - fá - mi - dó - ti. Az ifjabb generáció ebben az időben már egy újabb ötfokú hangsort használt, ereszkedő sorban: mi - re - dó - lá - szó. Ez utóbbi hangolás megfelel a „wili pai sa sunge” mondat dallamának, a zenészek ez alapján memorizálták a hangolást. A hangszerek hangolása nem abszolút hangmagasságokon alapul.
A kundi ötfokú hangolása a kutatók szerint szorosan kapcsolódik a zandék kponingbo nevű ütőhangszeréhez, amely két banánfa-száron xilofonszerűen egymás mellé fektetett, 12–13 behangolt farönkből áll, és amelyet két egymás mellett ülő zenész faütőkkel szólaltat meg. A kundi és a kponingbo nem játszik együtt, de dallamaik részben közösek.

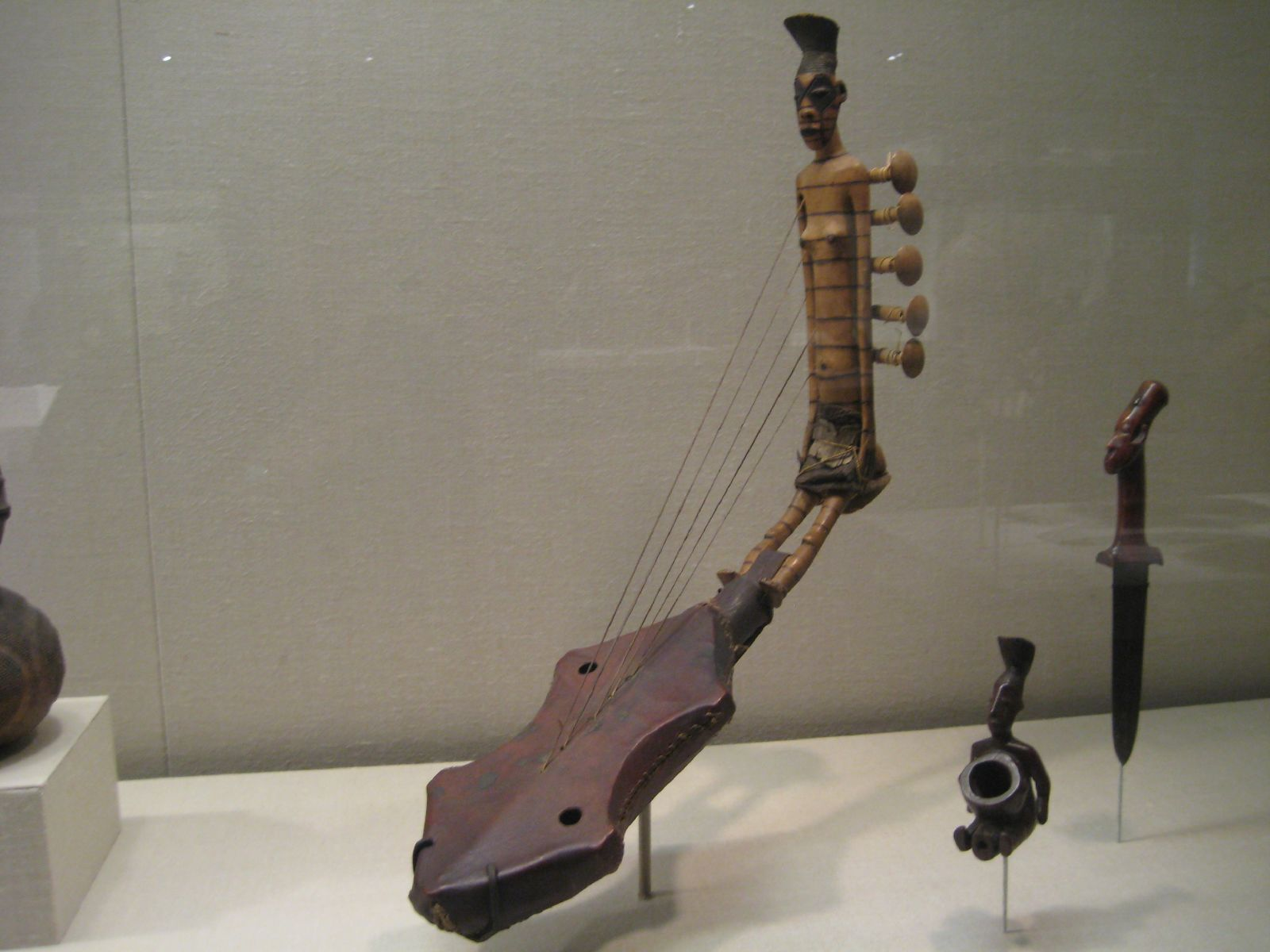
Mangbetu hárfa antropomorf díszítéssel

### Zene
A kundi alapvetően szólisták hangszere, akik napi eseményekről szóló éneküket kísérik a hárfa ostinato motívumaival. Előfordul, hogy a hárfás lányokból álló kórussal játszik együtt antifonális, válaszolgatós formában, a kórus ilyenkor alapvetően uniszónóban énekel, de gyakori a harmóniai variáció. Az énekes legtöbbször a saját természetes hangfekvésében, hangszínén énekel, de időnként a fejhangot, a falzettet részesítheti előnyben. Előfordul, hogy a hárfa magasabban szól, mint az énekhang, például kis méretű hangszer esetén.

## A mangbetu hárfa
A mangbetu nép, különösen az arisztokrácia mindig is kedvelte a művészien megmunkált használati tárgyakat: tégelyeket, palackokat, ülőkéket, fegyvereket, hangszereket. A kundi típusba tartozó hárfa, amit ők domu néven neveztek, viszonylag későn, a 19. század vége felé jelent meg tárgyi kultúrájukban, és a gyarmati korban, a 20. század elején élte fénykorát. 
A mangbetu hárfákra jellemző a gazdag figurális díszítés; gyakran nem csak a hárfanyak végét díszítették emberi fej ábrázolásával, sok esetben az egész hárfanyak teljes emberalakot örökít meg. Gyakran használtak értékes anyagokat, elefántcsontot, hüllők pikkelyes bőrét a hangszerek elkészítéséhez. A hárfák egyre inkább kisplasztikai alkotásokká váltak, hangszerként való használatuk másodlagos, esetenként szinte lehetetlen lett. Úgy tűnik, a mangbetu hárfa fokozatosan az európaiakkal való kereskedés tárgyává alakult, ennek megfelelően igen nagy számban fordulnak elő európai néprajzi gyűjteményekben, a műkincs-kereskedelemben. A 21. századra a hárfa teljesen eltűnt a mangbetu közösségből.

## Tárgyi anyag
- Sparks, Rachael. "Zande bow harp" (1884.) Southern Sudan Project (in development). 03 Jan. 2006. Pitt Rivers Museum.
- Sparks, Rachael. "Zande bow harp" (1930.) Southern Sudan Project (in development). 03 Jan. 2006. Pitt Rivers Museum.
- Arched Harp (Donnu) by Mangbetu People. Uele River Region, Belgian Congo, ca. 1910-1920  Archiválva 2021. május 14-i dátummal a Wayback Machine-ben

## Hangzó anyag
- Kundi hárfa és ének, hangfelvétel 1952-ből
- Kundi hárfa és ének a South African Music Archive Project oldalán